# Székely Péter (szobrász)
Székely Péter (külföldön ismert nevén: Pierre Székely) (Budapest, 1923. június 11. – Párizs, 2001. április 3.) Franciaországban élt magyar szobrász, építész.  Érmészettel és grafikával is foglalkozott.

## Életpályája
1936 és 1941 az Atelier-iskolában tanult  Budapesten, ahol tanára Orbán Dezső volt. 1941 és 1944 között Dallos Hanna műtermében dolgozott, emellett egy budapesti faszobrász műhelyében tanult fafaragást. Munkaszolgálatosként részt vett a várpalotai vár műemléki helyreállítási munkáiban. 1946-tól Franciaországban élt. 1972-ben kapta meg a francia állampolgárságot.
Első absztrakt köztéri szobrát, a Fekete formát  1953-ban állították fel Párizsban. A kőfaragás mellett az első franciaországi periódusában szürreális assemblage-okat  készített talált tárgyakból.

## Díjai, elismerései
- a Hágai Királyi Képzőművészeti Akadémia díszdoktora (1978)
- Az Utca Művészete I. Nemzetközi Biennálé nagydíja, Párizs (1998),
- Francia Állami Becsületrend (életművéért)

## Egyéni kiállításai
- 1950 • Galerie Maxime Old, Párizs
- 1951 • Galerie Mai, Párizs
- 1955 • Galerie Colette Allendy, Párizs
- 1958 • Galerie Marcel Michaud, Lyon
- 1960 • Galerie Jacques Peron, Párizs
- 1964 • Galerie Nouvelles Images, La Haye (NL)
- 1967 • Cloitre Saint Séverin, Párizs
- 1969 • G. Caleidoscopo, Padova
- 1971 • Centre Culturel de Toulouse • Egyetem, Mexico City
- 1972 • Galerie L55, Párizs • Musée Saint Denis, Reims • Műcsarnok, Budapest (gyűjt.)
- 1973 • Francia Intézet, Theszaloníki, Athén
- 1974 • Galerie Jacqueline Blanquet, Párizs
- 1976 • Bibliothèque Nationale, Nanterre (FR)
- 1977 • Chapelle de la Grande-Rue, Dreux (FR), Vármúzeum, Esztergom
- 1978 • Egyetem, Kanazawa (JP) • Maison Franco-Japonaise, Tokio • Alliance Française, Delhi (IND) • Francia Intézet, Calcutta • Egyetem, Izmir (TR)
- 1981 • Musée de la Monnaie, Párizs (gyűjt., kat.)
- 1983 • Vigadó Galéria, Budapest • Budapest Galéria, Budapest • Fészek Klub, Budapest
- 1984 • Galerie Gérard Laubie, Párizs
- 1987 • Maison de France, Santo-Domingo
- 1988 • Nemzetközi Gránitfesztivál, Aji (JP)
- 1990 • Magyar Intézet, Párizs
- 1991 • Saint Charles kórház, Rosny sur Seine (FR) • Művészetek Háza, Pécs
- 1992 • Országos Széchényi Könyvtár, Budapest • Francia Intézet, Pozsony
- 1993 • Galerie de l'Odéon, Párizs • Művészeti Múzeum, Taipei
- 1994 • Château de Vascoeuil (FR) • Musée de la Monnaie, Párizs
- 1996 • Marcoussis (FR) • Komatsu (JP) • Francia Intézet, Budapest.
- 1997 • Musée de la Tour, Saint-Amand-les-Eaux (FR)
- 1998 • Frac Orleans (FR).

## Csoportos kiállításai (válogatás)
1949-1997 között 268 kollektív tárlaton vett részt Európa, Afrika, Ázsia és Észak-Amerika különböző városaiban.

## Művei közgyűjteményekben
- Centre Georges Pompidou, Párizs
- Fundação Calouste Gulbenkian, Lisszabon
- Janus Pannonius Múzeum, Pécs
- Musée des sculptures en granit, Perros-Guirec (FR)
- Művészeti Múzeum, Taipei (Tajvan)
- Országos Széchényi Könyvtár, Budapest
- Szépművészeti Múzeum, Budapest
- Yabashi Institut, Sekigahara (JP).

## Köztéri művei
Három földrészen 110 köztéri szobra áll. A legjelentősebbek:
- Fekete forma (kerámia műgyantával, 1953, Párizs)
- Szellem (lángolt gránit, 1968, Sidobre)
- Az emberi életkorok meditációs kertje (gránit, 1973, Valentoni temető)
- A Tó asszonya (sziklamászó szobor, beton, 1975, Courcouronne-Evry)
- A szabad ember (lángolt gránit, 1978, La Défense, Párizs, 1991-től Kőkert, Pécs)
- Változat a címerpajzsra (gránit és beton, 1978, Granville)
- Béke (gránit, 1983, Budapest)
- Együttműködés (gránit, 1985, Boningles-Calais)
- Szent szoba (gránit, 1988, Aji)
- Kőkert (3 gránit és 2 lávakő szobor [Várnagy Péter építésszel], felállítva 1991, Pécs)
- Székely Múzeum (12 gránit és mészkő, szobor, 1993, Sekigahara)
- Árnyékmadár (gránit, 1995, Párizs)
- Rokonszenv (gránit, 1996, Budapest).